# شهرستان ادرین (میزوری)
شهرستان ادرین، میزوری (به انگلیسی: Audrain County, Missouri) یک سکونتگاه مسکونی در ایالات متحده آمریکا است که در میزوری واقع شده‌است.